# Facies eclogitica

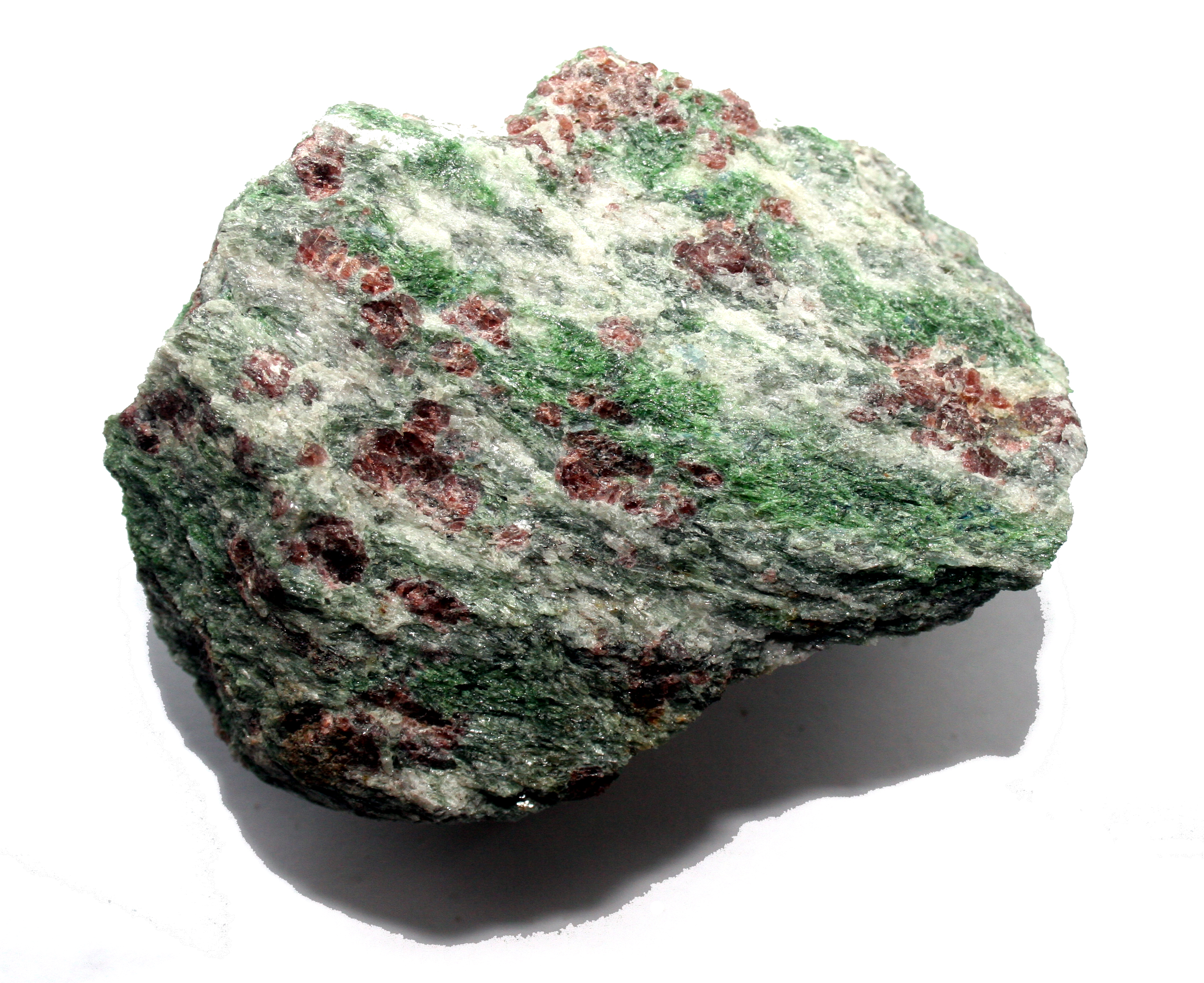
Campione di eclogite.

Il termine facies eclogitica indica le condizioni di temperatura e pressione tipiche dei processi metamorfici che danno origine alle eclogiti. Si tratta di un metamorfismo regionale di livello medio-basso, ossia risulta essere a metà strada tra il grado più basso, nel quale si sfuma dal tipico processo di diagenesi, ed il grado più alto, nel quale le rocce sono prossime alla fusione.
Inoltre, mentre le temperature oscillano tra 400 °C e 700 °C, la pressione è a livelli altissimi, raggiungendo anche i 12 Kbar (implicando quindi una profondità molto elevata di formazione delle eclogiti), favorendo la formazione di minerali con struttura reticolare molto compatta, da cui risulta la relativa elevata densità di queste rocce (valori medi attorno a 3,5 g/cm3).